# Manfred Stengl
Manfred Stengl (ur. 1 kwietnia 1946 w Salzburgu, zm. 6 czerwca 1992 w Douglas) – austriacki saneczkarz i bobsleista, mistrz olimpijski i brązowy medalista mistrzostw świata.

## Kariera
Największy sukces Manfred Stengl odniósł podczas igrzysk olimpijskich w Innsbrucku w 1964 roku, kiedy to wspólnie z Josefem Feistmantlem triumfował w dwójkach. Był to olimpijski debiut saneczkarstwa, tym samym Austriacy zostali pierwszymi w historii mistrzami olimpijskimi w tej dyscyplinie. Był to równocześnie jedyny występ olimpijski Stengla. W tym samym składzie Austriacy zdobyli też srebrny medal na mistrzostwach Europy w Weissenbach w 1962 roku. W późniejszych latach startował w bobslejach, w 1975 roku zdobywając brązowy medal w czwórkach podczas mistrzostw świata w Cervinii.
Zginął podczas wyścigu motocyklowego rozgrywanego na Wyspie Man.